# Caviidae
Caviidae ou cavídeos é uma família de roedores sul-americanos onde estão incluídos a capivara, o mocó, a mara, o preá e o porquinho-da-índia, entre outros. Se caracterizam por serem histrocomorfos, pela cauda inteiramente atrofiada, por possuírem quatro dedos em cada uma das patas dianteiras e três dedos em cada uma das patas traseiras, clavícula ausente e unhas fortes e cortantes ou espessas.

## Etimologia
Segundo o tupinólogo Eduardo Navarro, o nome "cavídeos" se originou da leitura errônea feita por Lineu do livro Historia Naturalis Brasiliae, de Marcgrave. Neste livro, Marcgrave escreveu a palavra tupi antiga saûîá, que designava algumas espécies de roedores, sob a grafia CAVIA. A leitura correta do termo CAVIA é "çauiá", mas Lineu a leu "cavia". Tal erro de pronúncia de Lineu gerou o atual nome "cavídeos".

## Classificação
- Família Caviidae G. Fischer, 1817
  - Subfamília Caviinae G. Fischer, 1817
    - Gênero Cavia Pallas, 1766
    - Gênero Galea Meyen, 1833
    - Gênero Microcavia Gervais e Ameghino, 1880

  - Subfamília Dolichotinae Pocock, 1922
    - Gênero Dolichotis Desmarest, 1820

  - Subfamília Hydrochoerinae Gray, 1825
    - Gênero Hydrochoerus Brisson, 1762
    - Gênero Kerodon F. Cuvier, 1825